# Route nationale 392
Die Route nationale 392, kurz N 392 oder RN 392, war eine französische Nationalstraße.
Die Straße führte zwischen 1933 und 1973 von der Straßenkreuzung mit der Nationalstraße 4 in Ogéviller bis nach Strasbourg, wo sie erneut auf die Nationalstraße 4 traf. Sie stellte somit eine alternative Strecke der N 4 auf diesem Abschnitt dar. Während der deutschen Okkupation des Elsass im Zweiten Weltkrieg wurde die Straße zwischen Straßburg und dem Col du Donon als Reichsstraße 358 bezeichnet. 1973 übernahm die Nationalstraße 420 den Abschnitt zwischen Schirmeck und Entzheim und der Rest wurde abgestuft. Die N 392 querte in ihrem Verlauf den 718 Meter über NN liegenden Col du Donon. Ihre Länge betrug 91,5 Kilometer. 
Die ehemalige geradlinige Führung zwischen Duppigheim und Entzheim, wo 1939 Jean Bugatti tödlich verunglückte, wurde wegen Verlängerung der Start- und Landebahn des Flughafens Straßburg aufgegeben und die moderne Straße macht einen großen Bogen südlich um das Flughafengelände bis an die Autoroute des Cigognes A35 um die Anschlussstelle 8 Duppigheim zu bedienen.

## N 392a
Die Route nationale 392A, kurz N 392A oder RN 392A, war ein Seitenast der N 392, der von dieser im Tal der Plaine abzweigte und diesem über Celles-sur-Plaine bis Raon-l’Étape folgte, wo sie in die Nationalstraße 59 mündete. Heute wird die 14 Kilometer lange Straße als Departementsstraße 392A klassifiziert.